# Tom et Jerry : Un chat de confiance
Pour plus de détails, voir Fiche technique et Distribution.
Un chat de confiance (The Mansion Cat) est le 162e court métrage d'animation de la série américaine Tom et Jerry réalisé par William Hanna et Joseph Barbera et sorti le 6 avril 2001.